# Courage My Love
Courage My Love es una banda canadiense de pop punk de Kitchener, Ontario, Canadá.

## Historia
La banda se formó en 2009 y fue descubierta en la batalla de las bandas en Stratford, Ontario a principios de 2010, y pronto firmaron con Warner Music Group.
El núcleo del grupo está formado por las hermanas gemelas Mercedes Arn-Horn y Phoenix Arn-Horn. Ambas tocan piano, guitarra, y chelo. El bajista Brandon Lockwood fue incorporado después de que el bajista original David Blake-Dickson decidió dejar la banda, por razones personales.
El nombre de la banda fue tomado de una cita de la película escrita por H. G. Wells, Thing to Come.
Courage My Love ha lanzado siete EP: For Now, For Now (acoustic sessions), Becoming, Spirit Animal, Skin and Bone, Spectra y un disco de remixes llamado Teenagers.
Fueron nombrados una de las "100 bandas que necesitas conocer" en 2012 por la revista Alternative Press Magazine. Una versión extendida de su For Now EP fue publicada el 18 de julio de 2012 en Grizz Rhythms/Spinning.
En agosto de 2013 fueron presentados en la cubierta de la revista de Músicos canadienses. El artículo de característica centrado en la aproximación de la banda a encontrar éxito en la industria de música nueva por utilizar medios de comunicación sociales para interaccionar con seguidores en todo el mundo.
Courage My Lover relanzó Becoming como álbum de larga duración bajo InVogue Records el 24 de marzo de 2015. En 2016 anunciaron que volverían al estudio para grabar su segundo álbum.
El disco, llamado Synesthesia, fue lanzado en 2017.

## Miembros de banda
Miembros actuales
- Mercedes Arn-Horn – ventaja vocals, guitarra (2009-presente)
- Phoenix Arn-Horn – batería, teclado, respaldando vocals (2009-presente)
- Brandon Lockwood – bajo, vocalista (2013-presente)

Miembros anteriores
- David Blake-Dickson – bajo, vocalista (2009-2012)[12]

## Discografía

### EP
- 2011: For Now
- 2012: For Now (Acoustic Sessions)
- 2013: Becoming (EP Version)
- 2014: Spirit Animal

### Álbumes
- 2015: Becoming (Full-Length Version)
- 2016: Segundo álbum próximo a lanzamiento[11]

## Vídeos de música
- "I'll Be Home for Christmas" (2010)
- "Bridges" (2010)
- "I Sell Comics" (2011)
- "Barricade" (2011)
- "Do You Hear What I Hear?" (2011)
- "Anchors Make Good Shoes (If You Have Issues)" (2011)
- "You Don't Know How" (2013)
- "Wolves" (2013)
- "Cold-Blooded" (2013)
- "Skin & Bone" (2014)
- "Kerosene" (2015)